# Cavagnago
Cavagnago (in dialetto ticinese Cavagnèi) è una frazione di 83 abitanti del comune svizzero di Faido, nel Canton Ticino (distretto di Leventina).

## Geografia fisica
Cavagnago è posto in Val Leventina.

## Storia

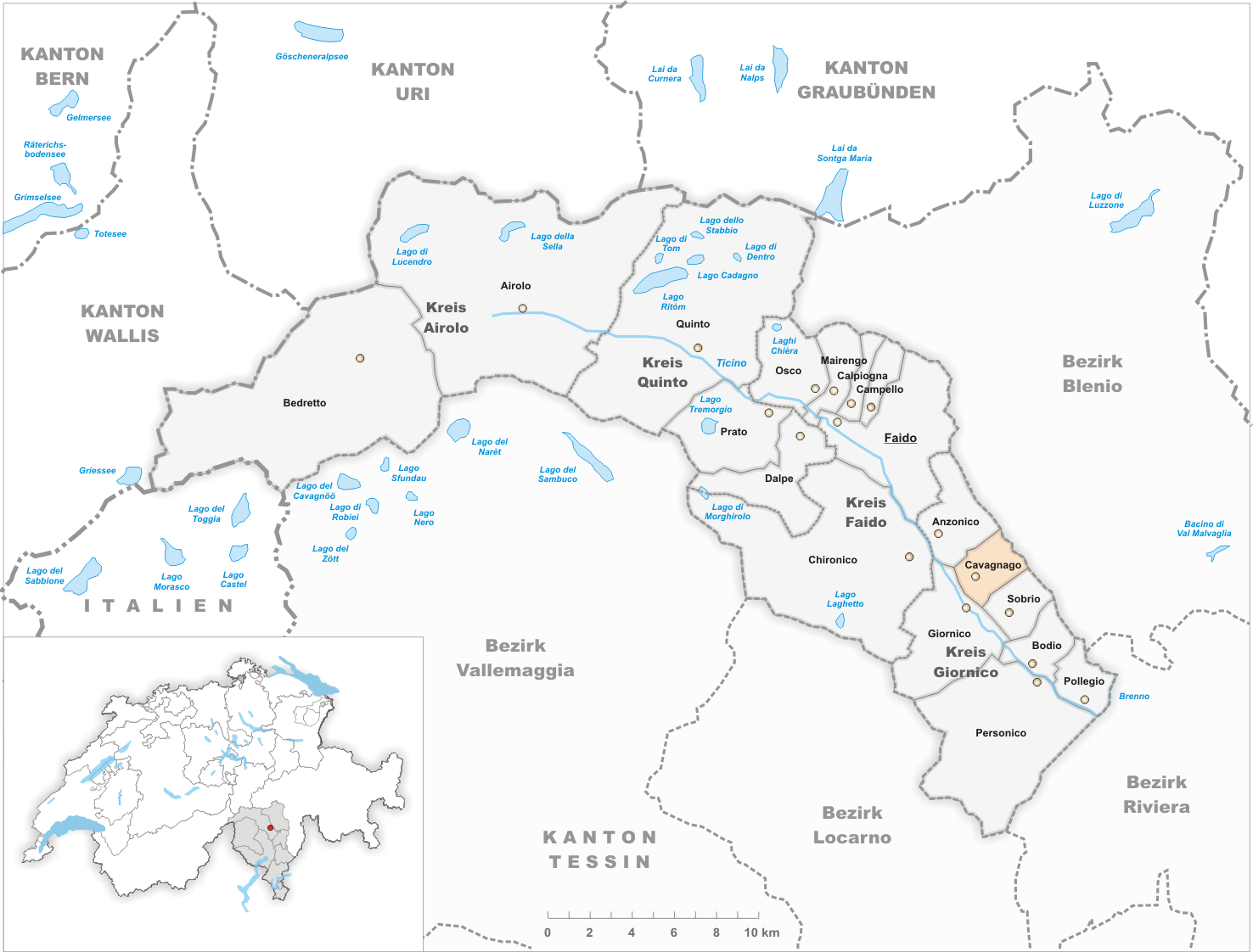
Il territorio del comune di Cavagnago prima degli accorpamenti comunali del 2012

Già comune autonomo che si estendeva per 6,7 km², nel 2012 è stato accorpato al comune di Faido assieme agli altri comuni soppressi di Anzonico, Calpiogna, Campello, Chironico, Mairengo e Osco. La fusione è stata decisa con la votazione popolare del 25 settembre 2011 e con 57 voti favorevoli e 1 contrario.
Nell'inverno 1950-1951, la zona orientale del paese fu colpita da una valanga che distrusse un paio di abitazioni, nonché alcuni ricoveri per animali ed edifici agricoli.

## Monumenti e luoghi d'interesse
- Chiesa parrocchiale di Sant'Anna, attestata nel 1567[2];
- Oratorio di Sant'Ambrogio in località Segno,[3] del 1452[4][5].

## Società

### Evoluzione demografica
L'evoluzione demografica è riportata nella seguente tabella:
Abitanti censiti

## Amministrazione
Ogni famiglia originaria del luogo fa parte del cosiddetto comune patriziale e ha la responsabilità della manutenzione di ogni bene ricadente all'interno dei confini della frazione.